# What’s It All About
What’s It All About to singel amerykańskiego rapera Drag-Ona. Promuje album "Opposite of H2O".
Podkład "What’s It All About" został wyprodukowany przez Swizz Beatza, który razem z Parlé wykonują refren.
B-Side'ami singla są "Opposite of H2O" z Jadakissem i "Life Goes On". Podkłady obu utworów wyprodukował Swizz Beatz.

## Lista utworów

### Strona A
1. "What’s It All About" (Main) (featuring Parlé)
2. "What’s It All About" (Clean) (featuring Parlé)
3. "Opposite of H2O" (Dirty) (featuring Jadakiss)

### Strona B
1. "Opposite of H2O" (Clean) (featuring Jadakiss)
2. "Life Goes On" (Dirty)
3. "Life Goes On" (Clean)